# 川蔓藻
川蔓藻（学名：Ruppia maritima），又名流蘇菜，为眼子菜科川蔓藻属下的一种一年生或多年生植物，遍佈全球各地沿海的鹹水水域。

## 扩展阅读
- 維基物種上的相關：川蔓藻